# Prezydenci Kenii
| Osoba | Osoba   | Osoba                     | Kadencja         | Kadencja         | Partia polityczna |
| #     | Portret | Imię i nazwisko           | Od               | Do               | Partia polityczna |
| ----- | ------- | ------------------------- | ---------------- | ---------------- | ----------------- |
| 1     |         | Jomo Kenyatta (1891–1978) | 12 grudnia 1964  | 22 sierpnia 1978 | KANU              |
| 2     |         | Daniel Moi (1924–2020)    | 22 sierpnia 1978 | 30 grudnia 2002  | KANU              |
| 3     |         | Mwai Kibaki (1931–2022)   | 30 grudnia 2002  | 9 kwietnia 2013  | NARC / PNU        |
| 4     |         | Uhuru Kenyatta (1961–)    | 9 kwietnia 2013  | 13 września 2022 | TNA / Jubilee     |
| 5     |         | William Ruto (1966–)      | 13 września 2022 | nadal urzęduje   | UDA               |